# Muzeum Kolejnictwa na Śląsku
Muzeum Kolejnictwa na Śląsku – prywatne muzeum w Jaworzynie Śląskiej w województwie dolnośląskim. Głównym celem statutowym placówki jest ochrona i promocja dziedzictwa kultury technicznej na terenie Śląska oraz działalność dydaktyczna i naukowa. Cele realizowane są przede wszystkim przez ochronę posiadanego zbioru, opracowywanie ekspertyz i dokumentacji, a także konserwację oraz rewitalizację historycznych obiektów przemysłowych.
Muzeum mieści się na terenie zespołu historycznej parowozowni w Jaworzynie Śląskiej. Budynek parowozowni wachlarzowej pochodzi z 1907 roku, rozbudowywany w latach 1914, 1933 oraz 1960.

## Historia
Kolekcja eksponatów znajdujących się w Muzeum tworzona była od 1992 roku początkowo przez PKP przy współpracy z Klubem Sympatyków Kolei z Wrocławia.
Brak środków na ich utrzymanie spowodował, że od 2002 roku obiekt zaczął popadać w ruinę, a zabytki kolejnictwa były systematycznie rozkradane.
Muzeum Kolejnictwa na Śląsku rozpoczęło swoją działalność w 2004. Po ponad rocznych staraniach zmierzających do ratowania kolekcji parowozów i lokomotyw zgromadzonych w Jaworzynie Śląskiej, Muzeum wydzierżawiło teren wraz z eksponatami od Gminy Jaworzyna Śląska. Od 2005 roku Muzeum prowadzi swoją działalność pod nadzorem Ministerstwa Kultury i Dziedzictwa Narodowego. W 2016 r. Muzeum stało się Oddziałem Fundacji Ochrony Dziedzictwa Przemysłowego Śląska. Zbiór eksponatów przejęty od PKP składał się z 34 lokomotyw, 41 wagonów i 8 maszyn warsztatowych. 
Muzeum dysponuje największą kolekcją taboru kolejowego w Polsce, jej podstawę stanowi zbiór 40 lokomotyw parowych produkcji niemieckiej, polskiej, amerykańskiej oraz angielskiej oraz przeszło 60 wagonów kolejowych różnego typu i przeznaczenia a także szynowe pojazdy specjalistyczne.

## Ekspozycje
Podstawę kolekcji Muzeum stanowi zabytkowy tabor kolejowy normalnotorowy z lat 1890 do 1972. Zbiór tworzy 50 lokomotyw trakcji parowej, spalinowej i elektrycznej, a także 100 wagonów oraz kolejowych pojazdów specjalistycznych np. drezyn WM-10. Zabytkowy tabor kolejowy prezentowany jest na terenie bocznicy kolejowej Muzeum, w tym na wachlarzu parowozowni. W kolekcji znajdują się również sprawne pojazdy szynowe czechosłowacki autobus szynowy serii 830 z 1955 roku, najstarsza czynna lokomotywa spalinowa w Polsce,  lokomotywa spalinowa Ls40 4606.
Ekspozycje stałe Muzeum Kolejnictwa na Śląsku prezentują historię kolei i techniki kolejowej od XIX wieku do okresu PRL. W częściowo chronologicznym układzie wyodrębniono 7 tematycznych przestrzeni ekspozycyjnych:
- Naczelnik 1930 (historia kolei w Jaworzynie Śląskiej 1843–1945),
- Naczelnik 1977 (historia kolei w Jaworzynie 1945–1990),
- pracownia ODRA (prezentująca jedyną na Dolnym Śląsku elektroniczną maszynę cyfrową, czyli komputer mainframe ODRA 1305),
- Kolejowa Kasa,
- Kolejowa Medycyna Pracy,
- Kolejowa Drukarnia oraz
- zabytkowa makieta kolejowa H0.

Intencją Muzeum było opowiedzenie historii kolei, jednego z najważniejszych wynalazków w dziejach naszej cywilizacji, w oparciu o lokalny, dobrze udokumentowany kontekst w zrekonstruowanych wnętrzach stanowiących autentyczne i atrakcyjne tło dla głównej narracji.
Zawartość ekspozycji stanowią w dużej mierze nieprezentowane wcześniej artefakty ze zbiorów Muzeum Kolejnictwa na Śląsku i pozostałych oddziałów Fundacji Ochrony Dziedzictwa Przemysłowego Śląska. Dużej liczbie różnorodnych rodzajowo zabytków towarzyszy bogaty materiał ilustracyjny — tekstowy, mapowy oraz ikonograficzny.

## Galeria

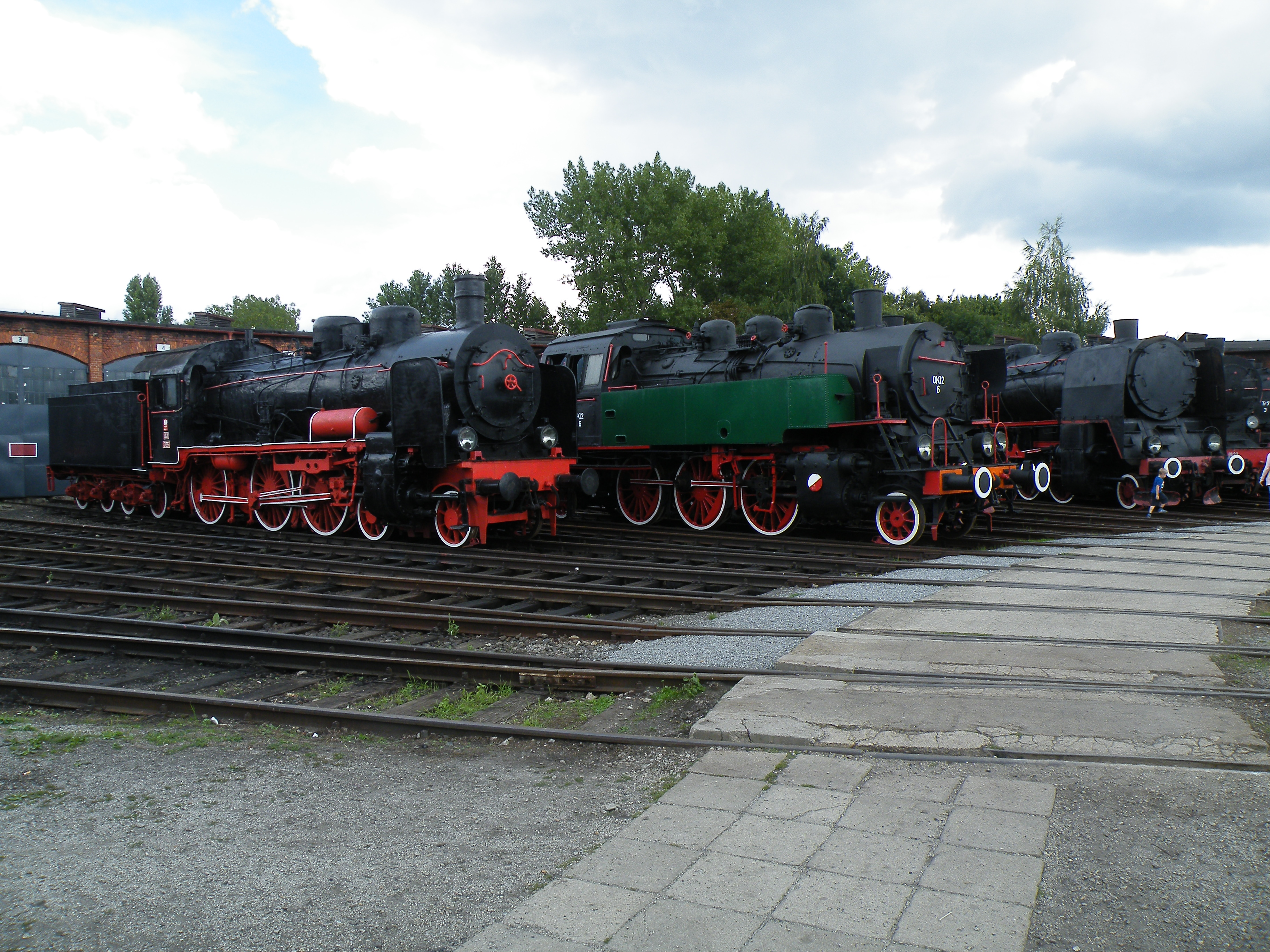
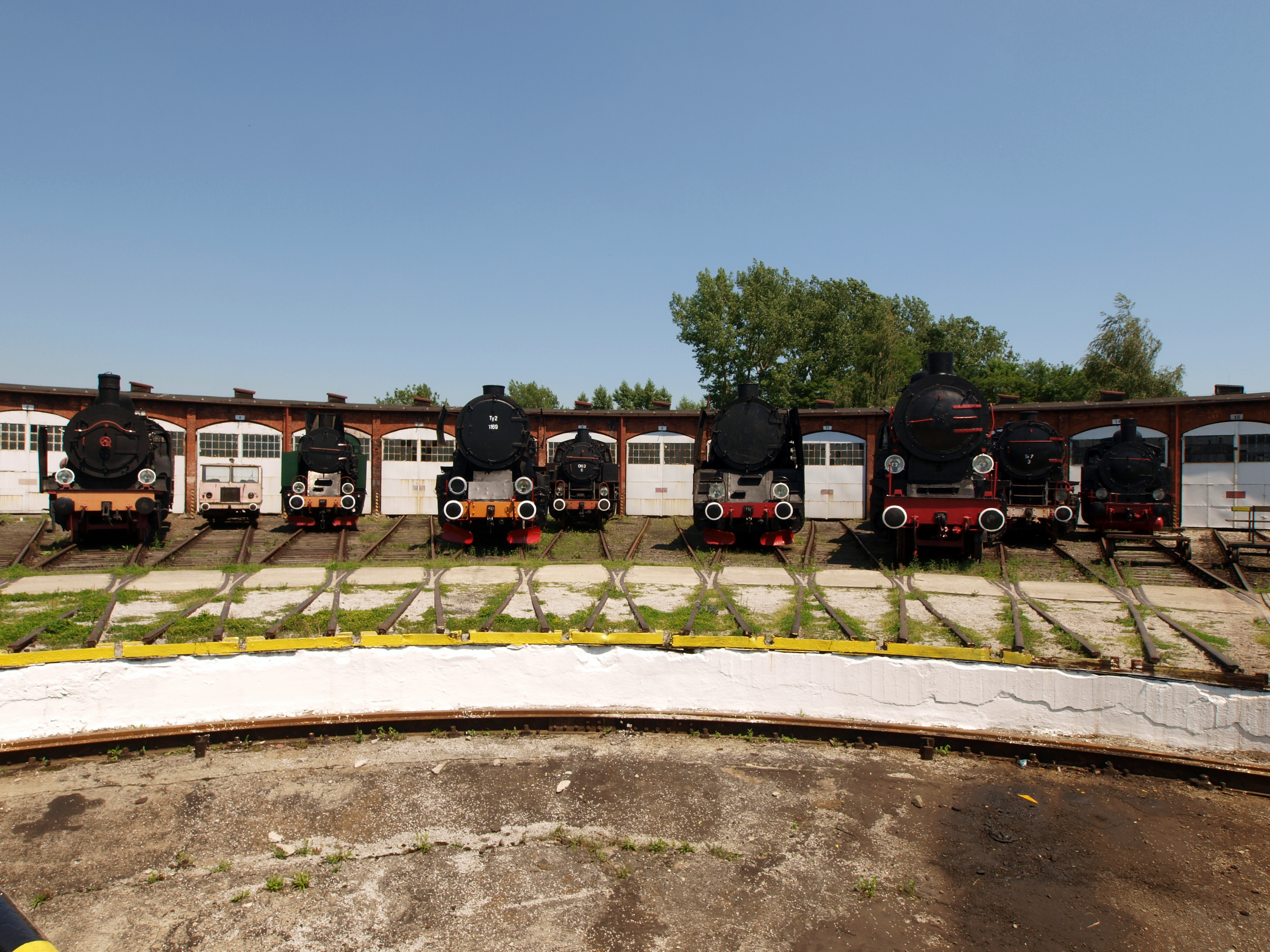
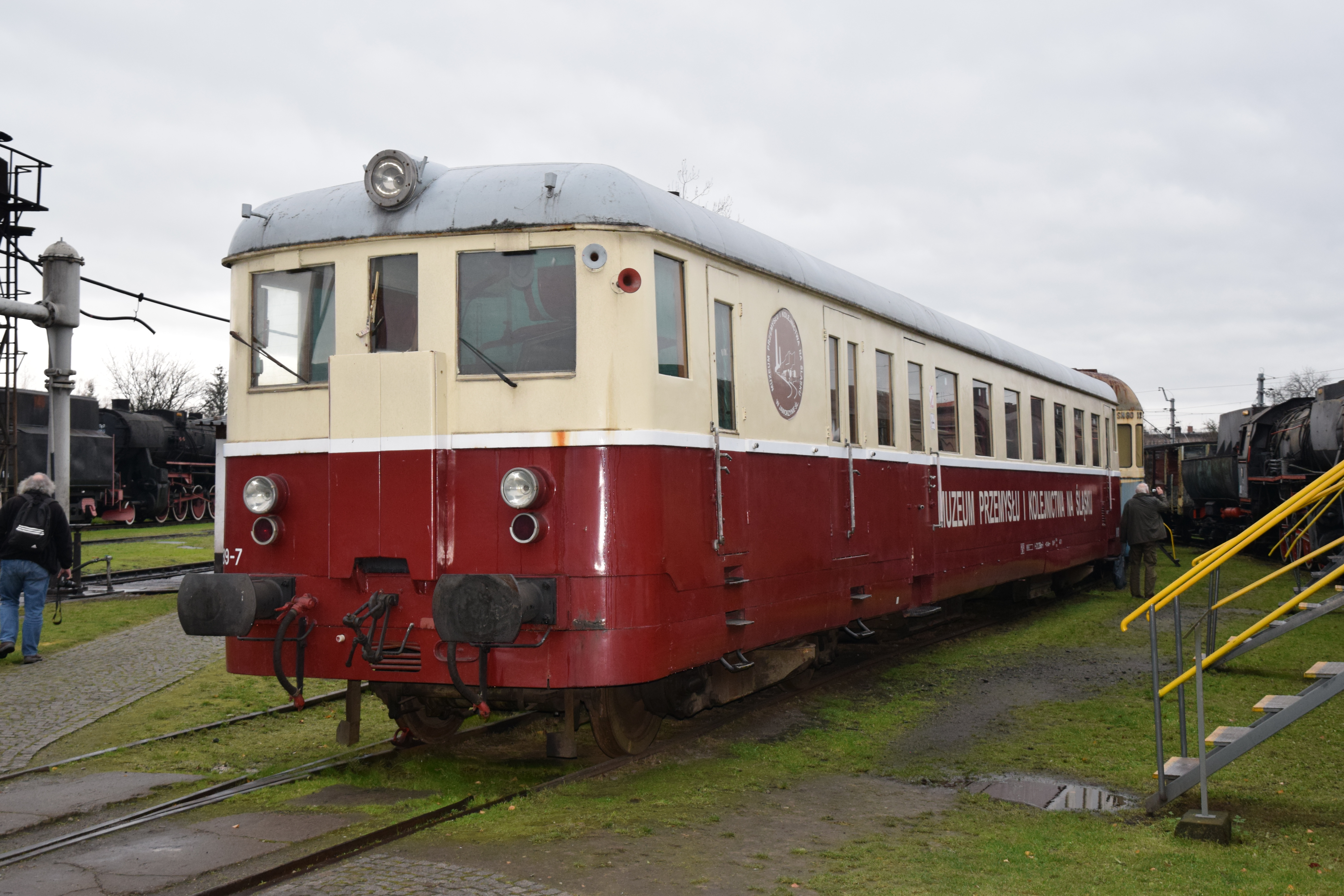
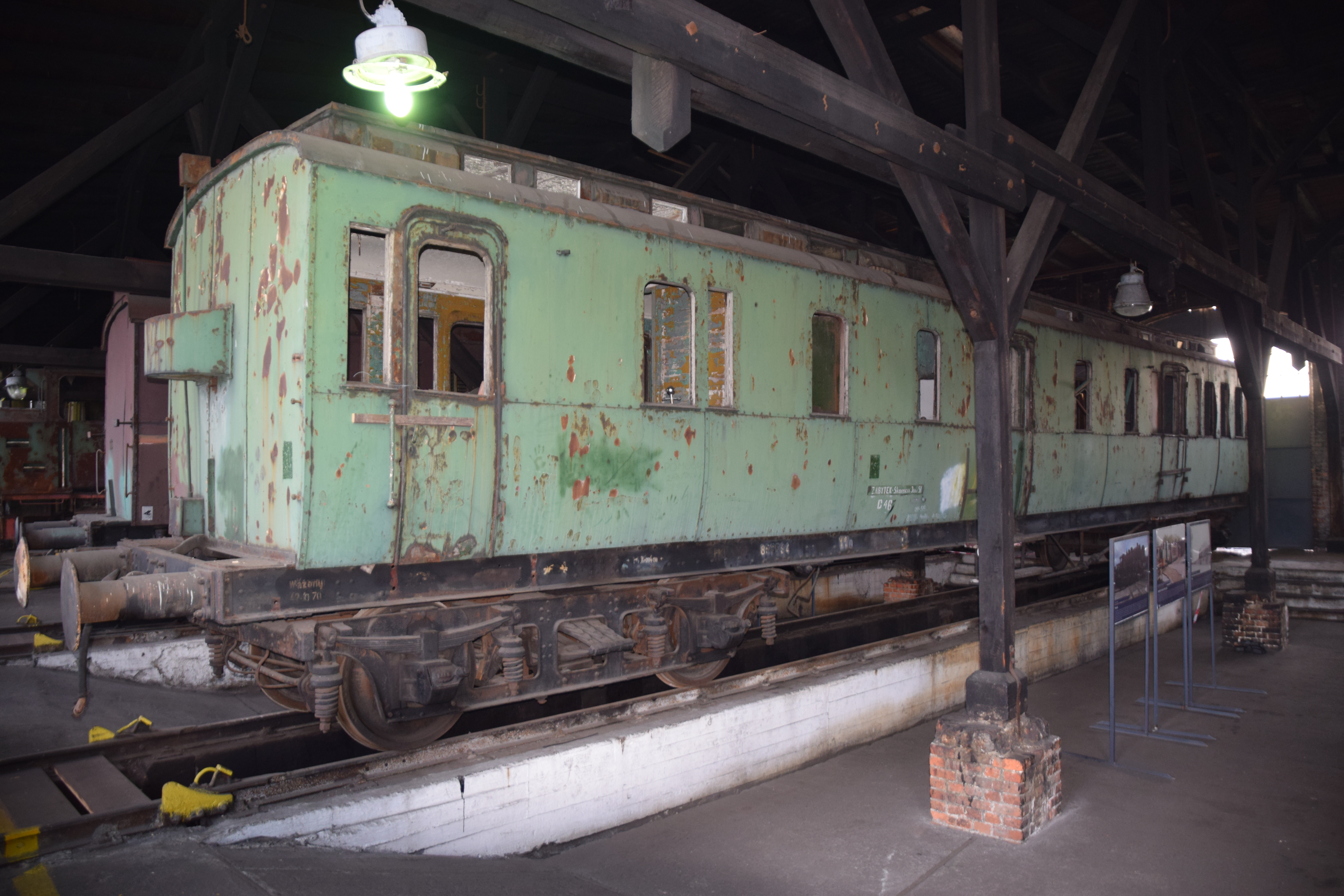
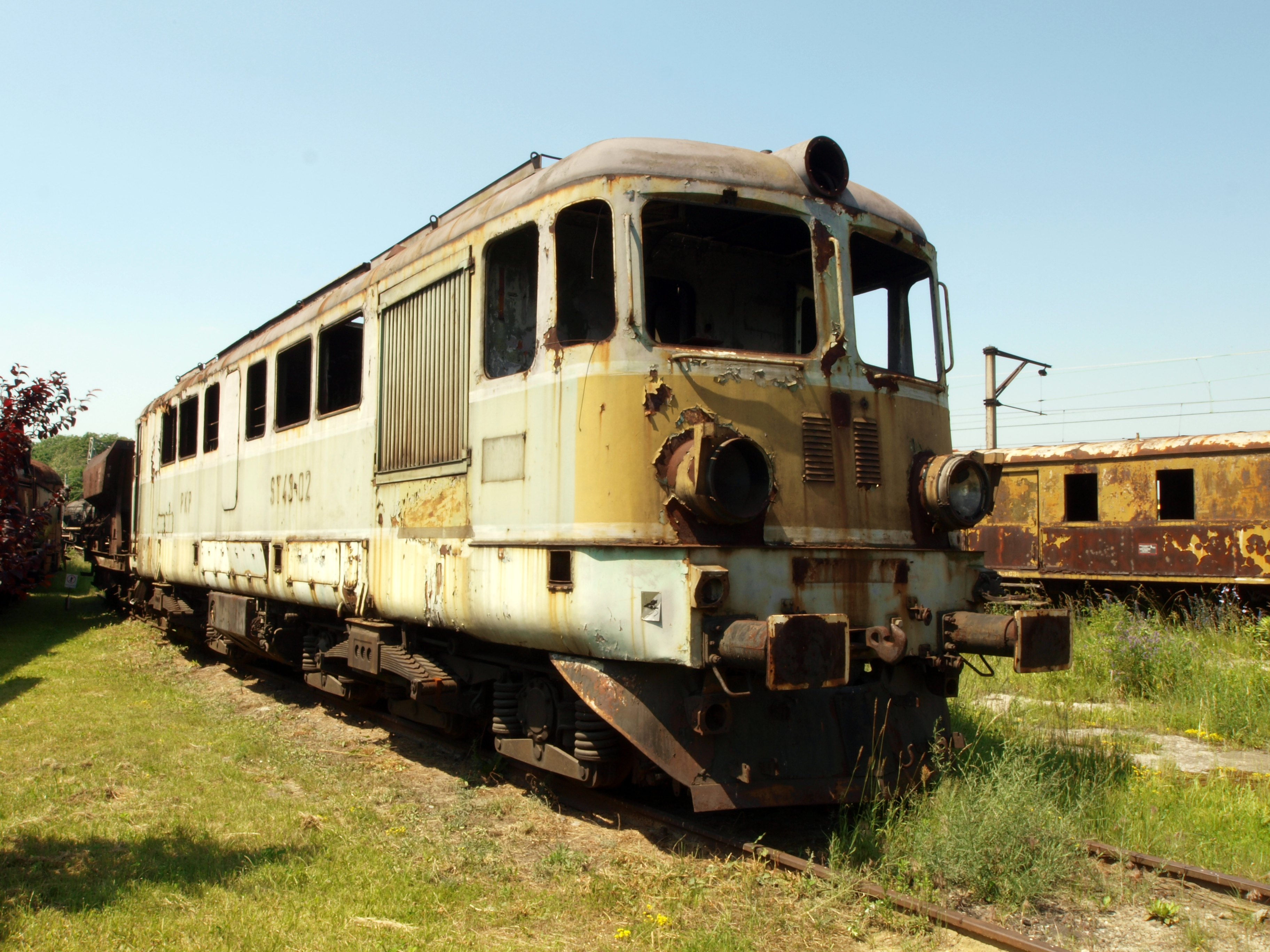
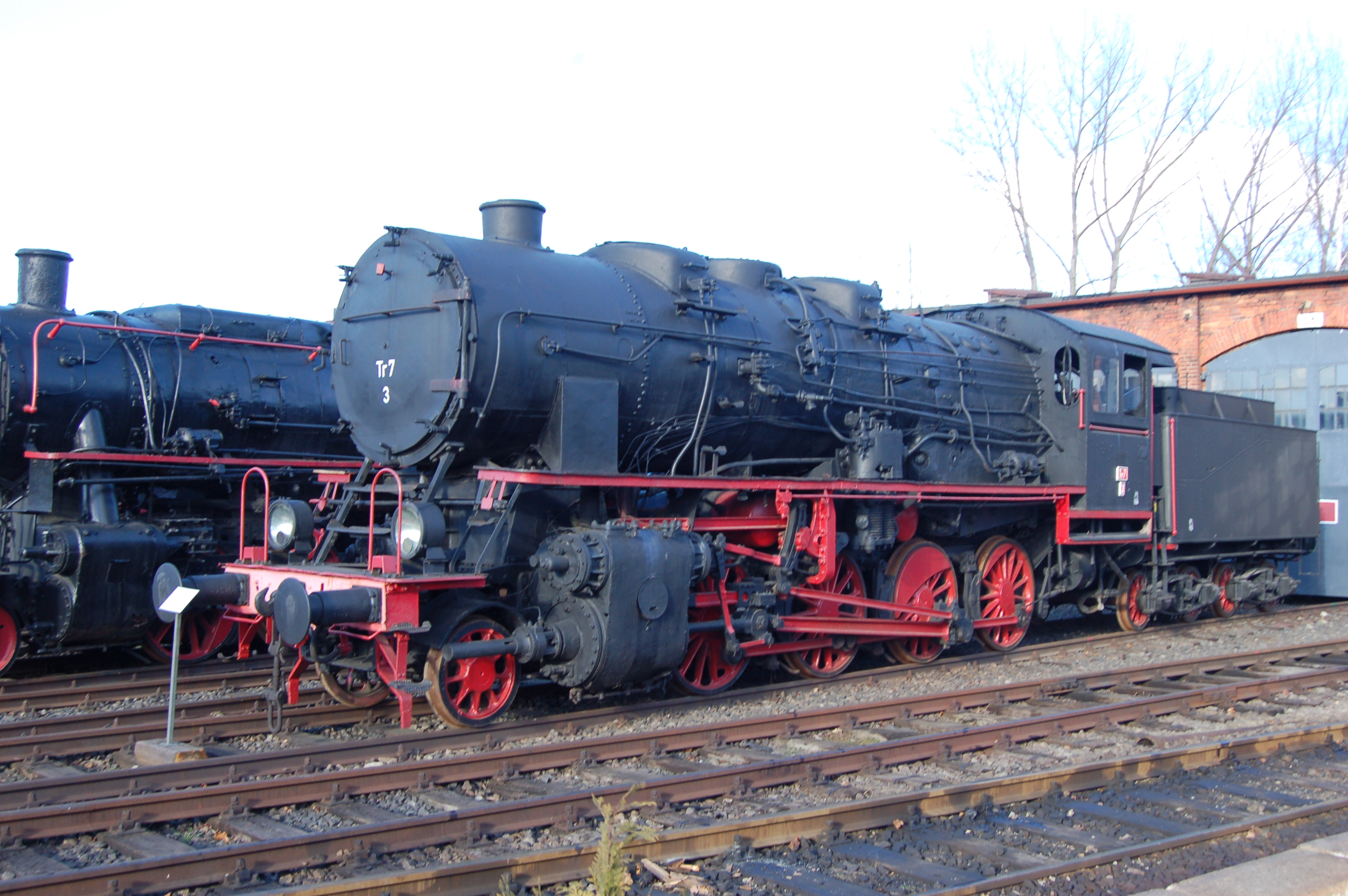
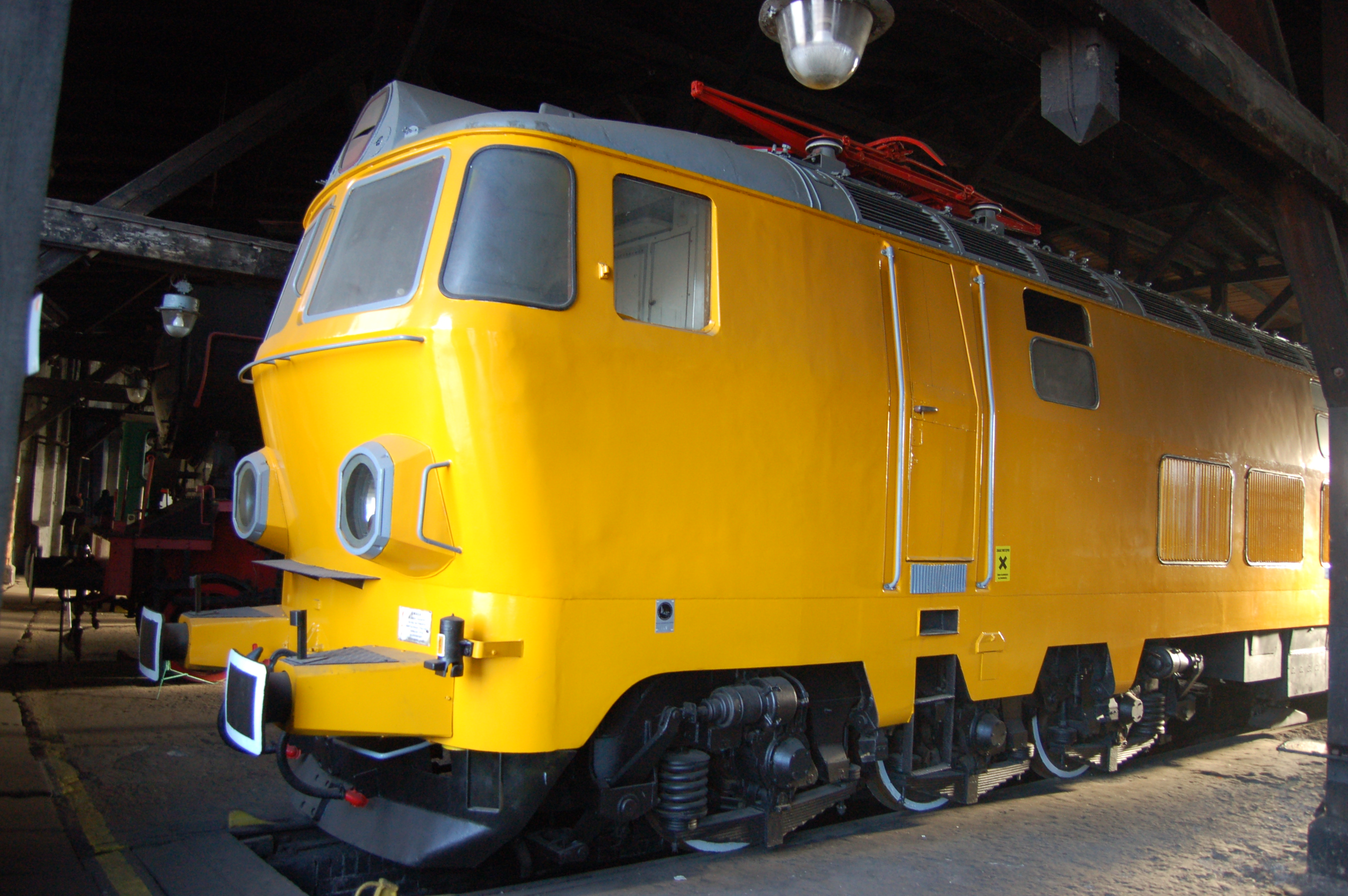
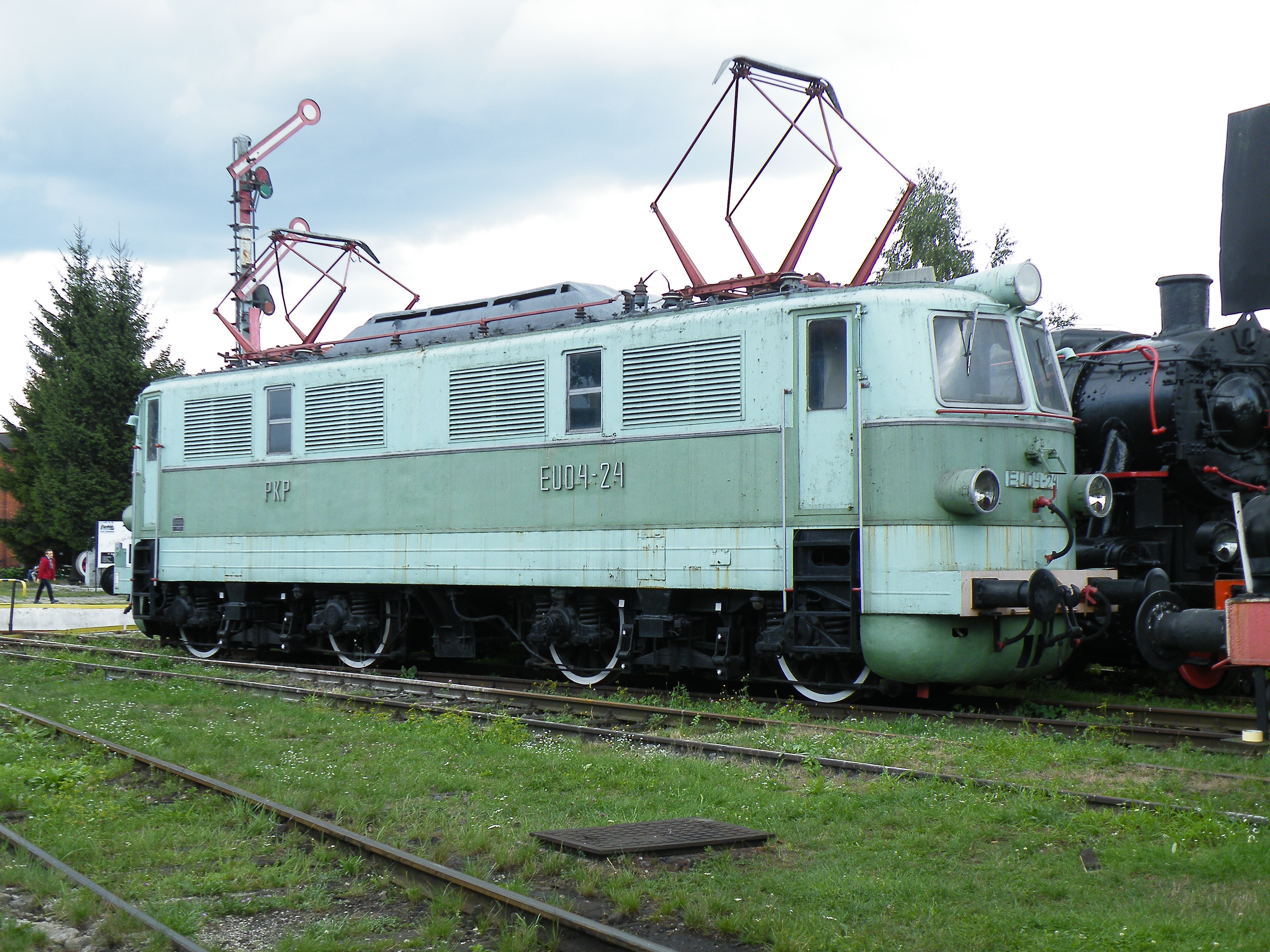
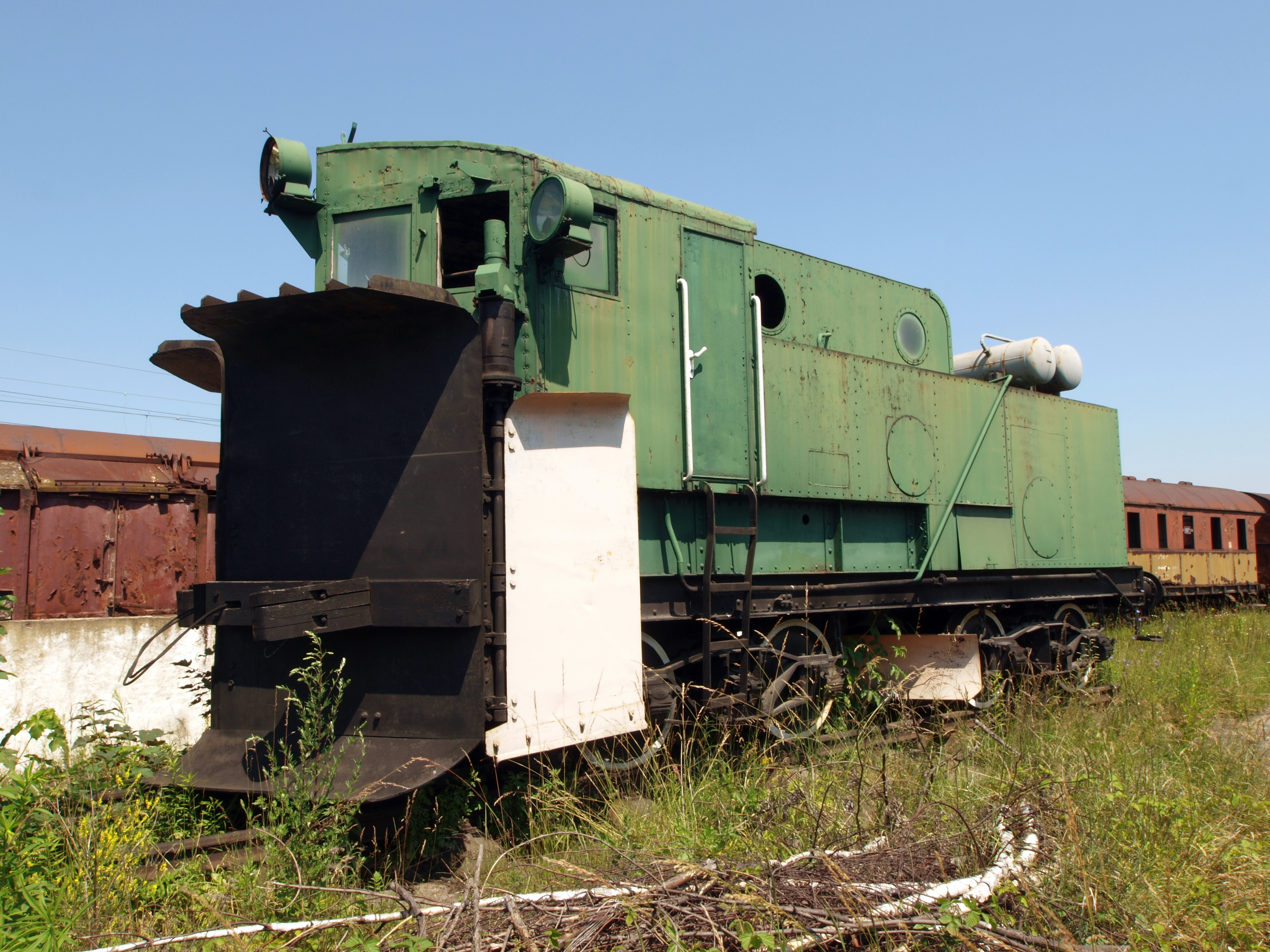
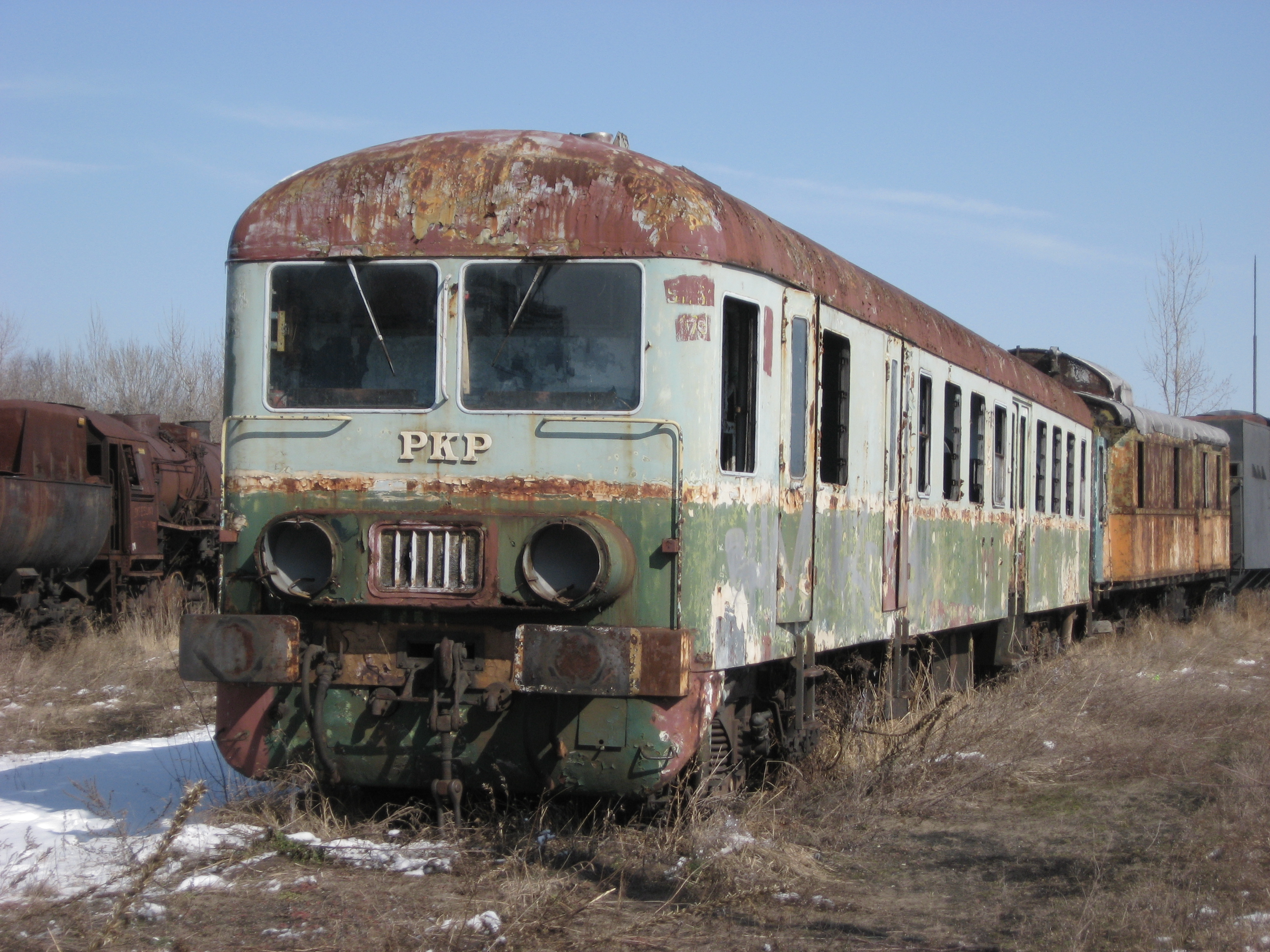
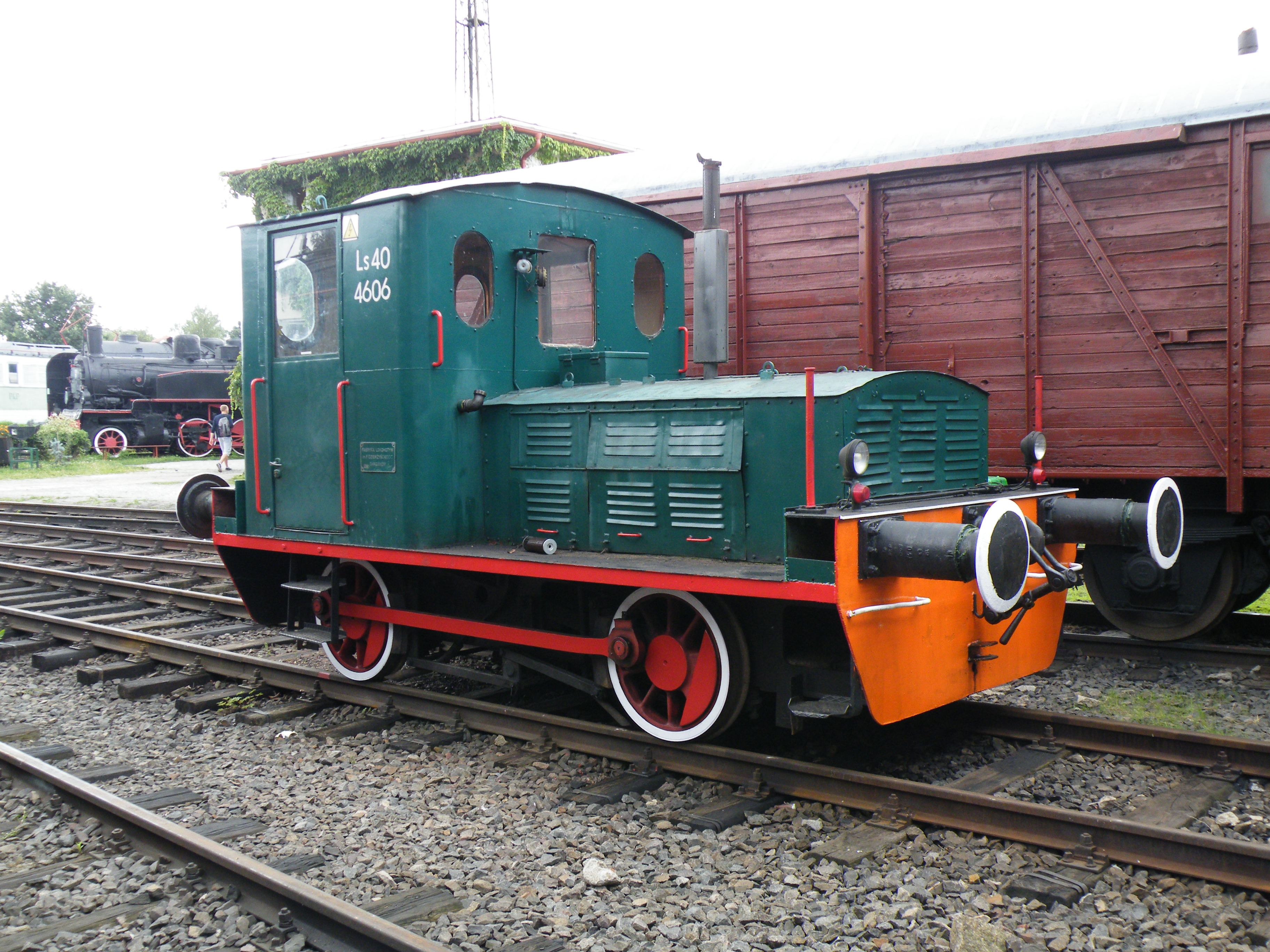
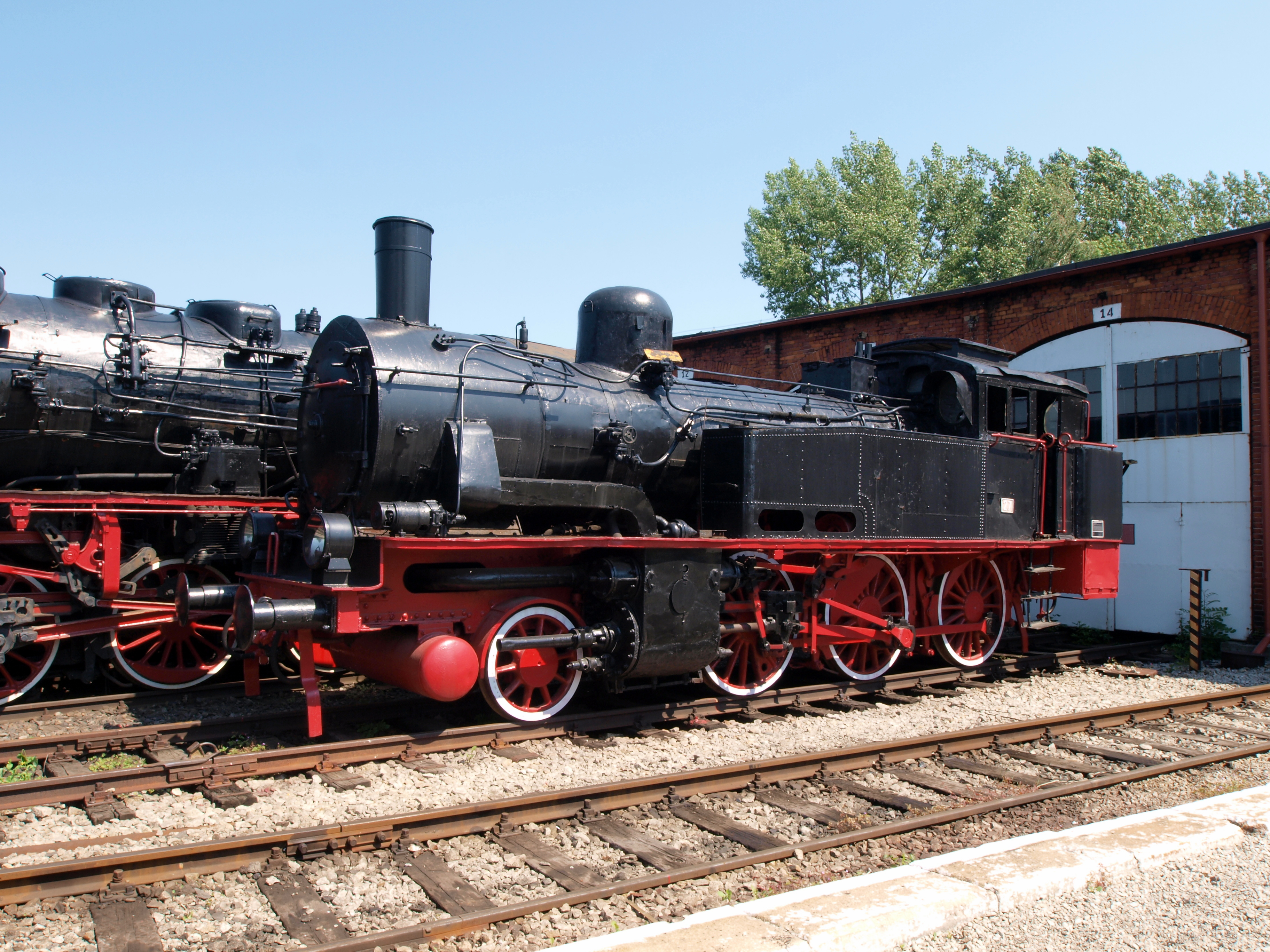
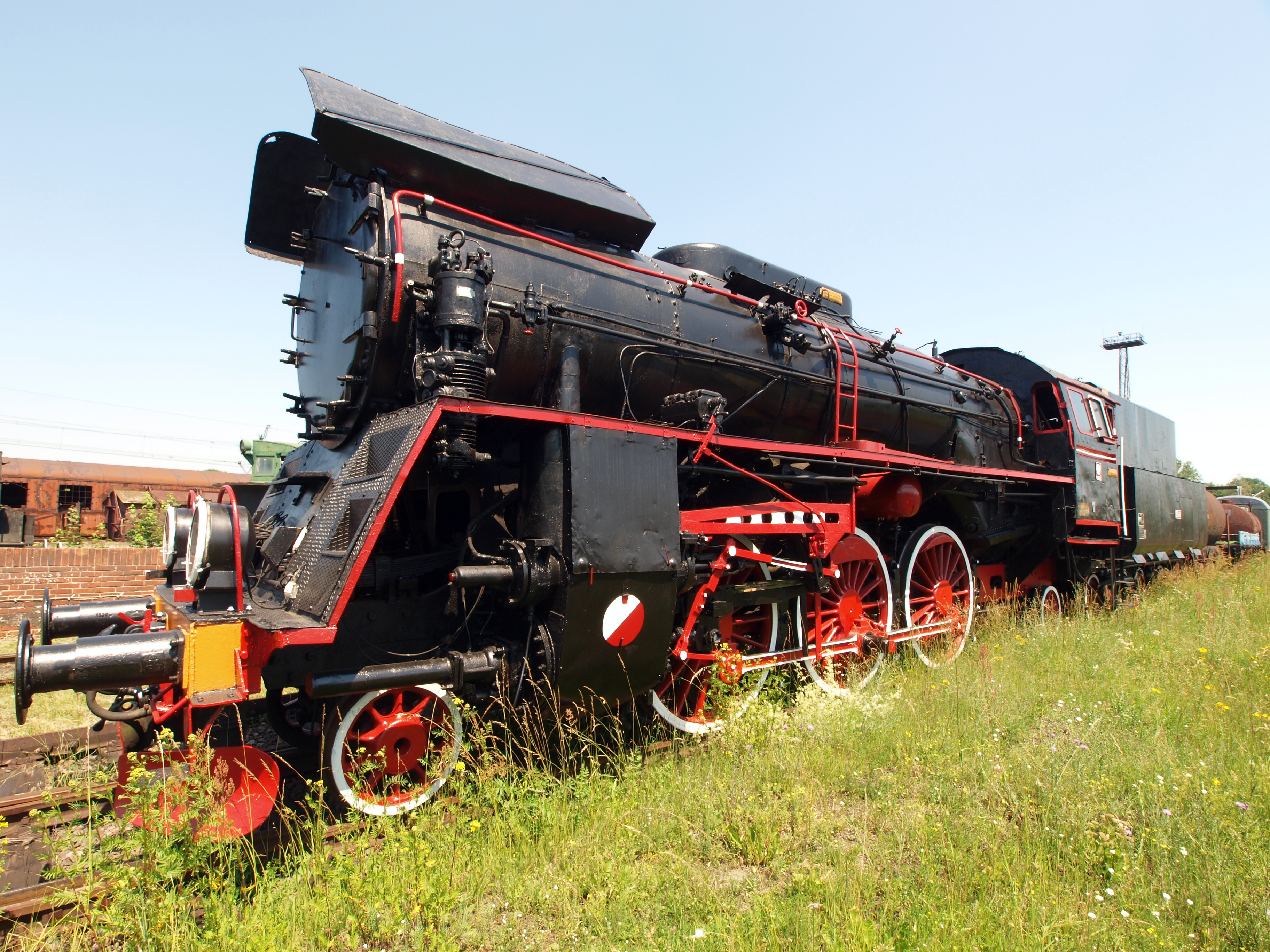
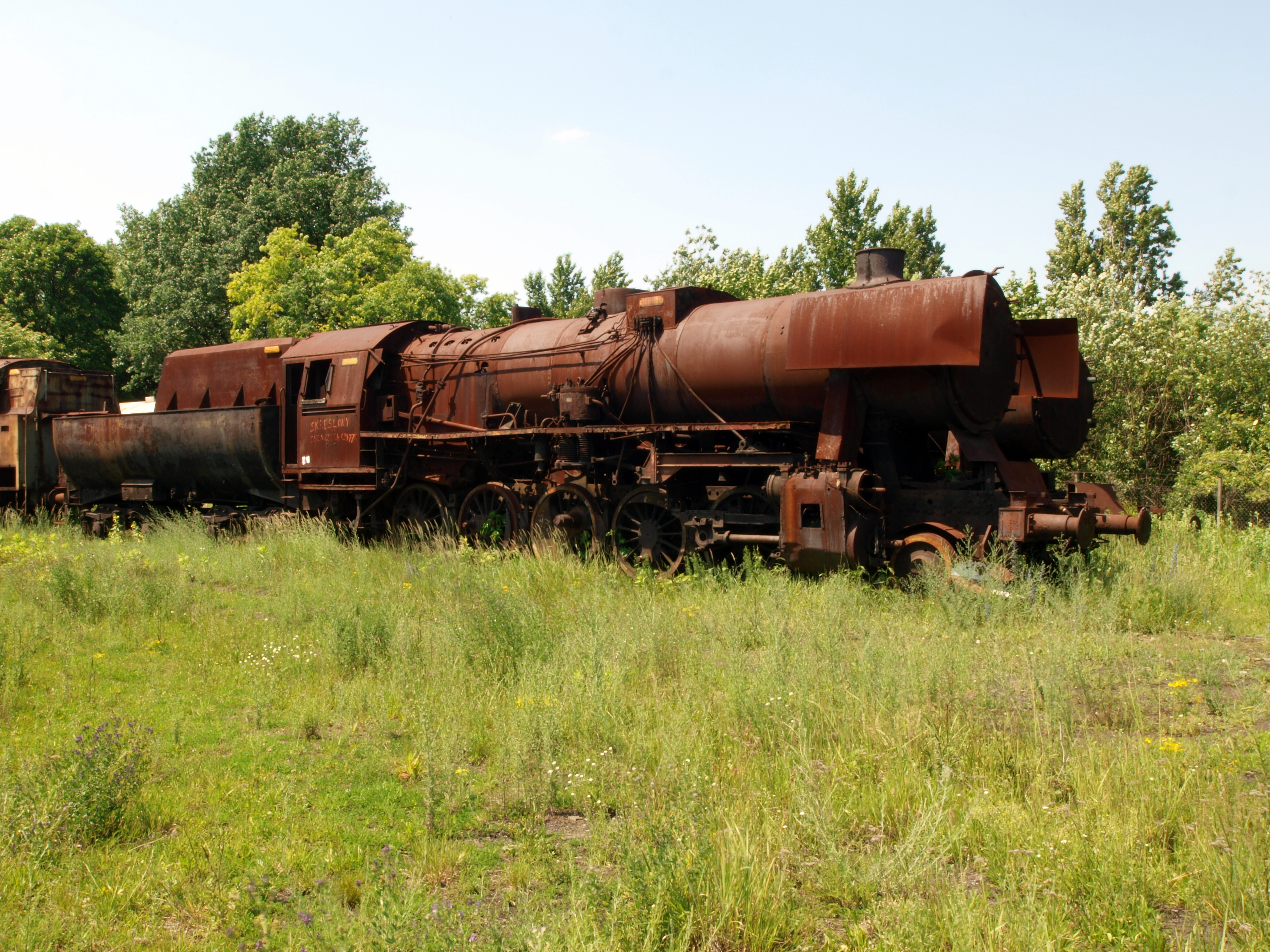
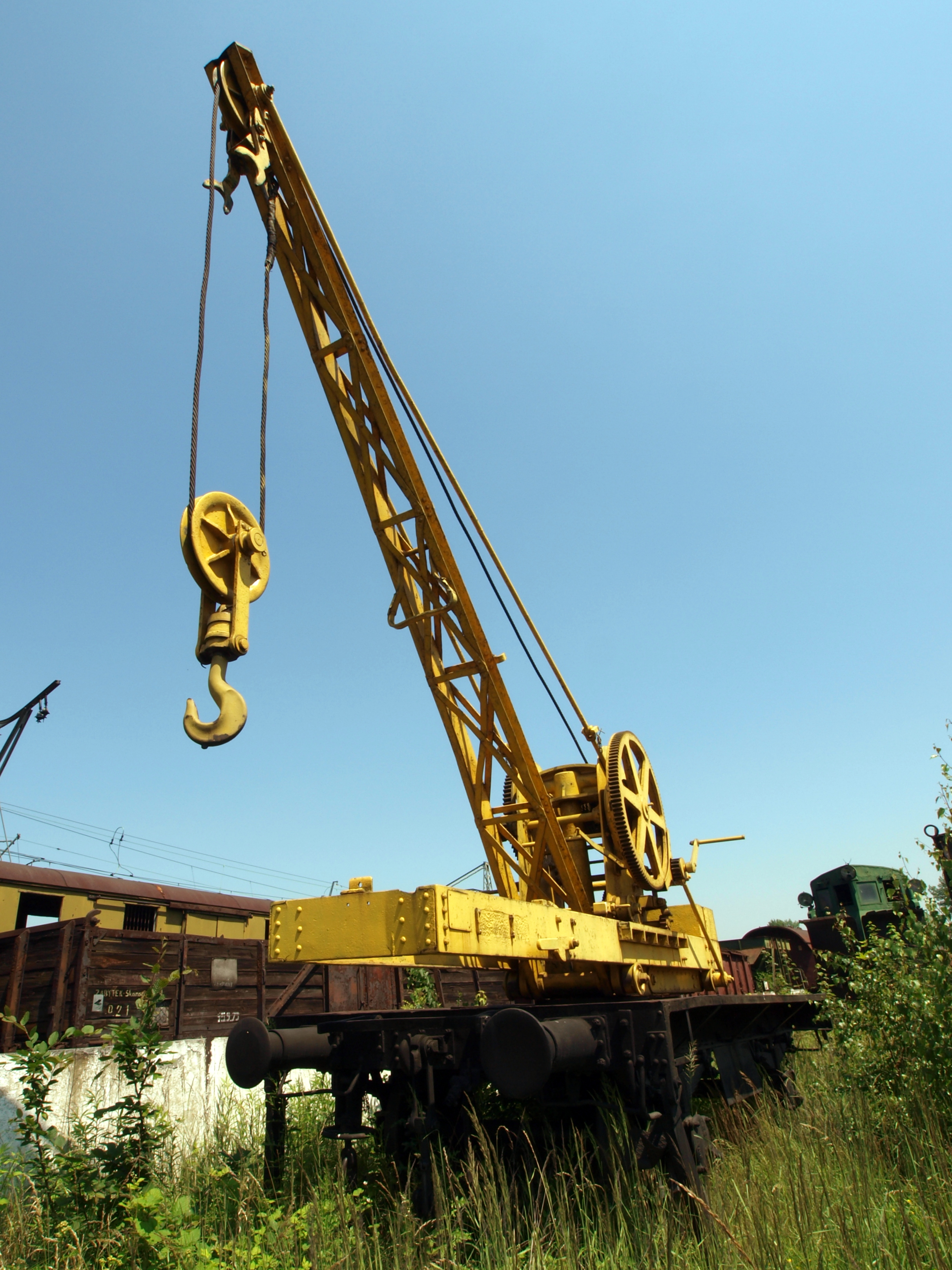
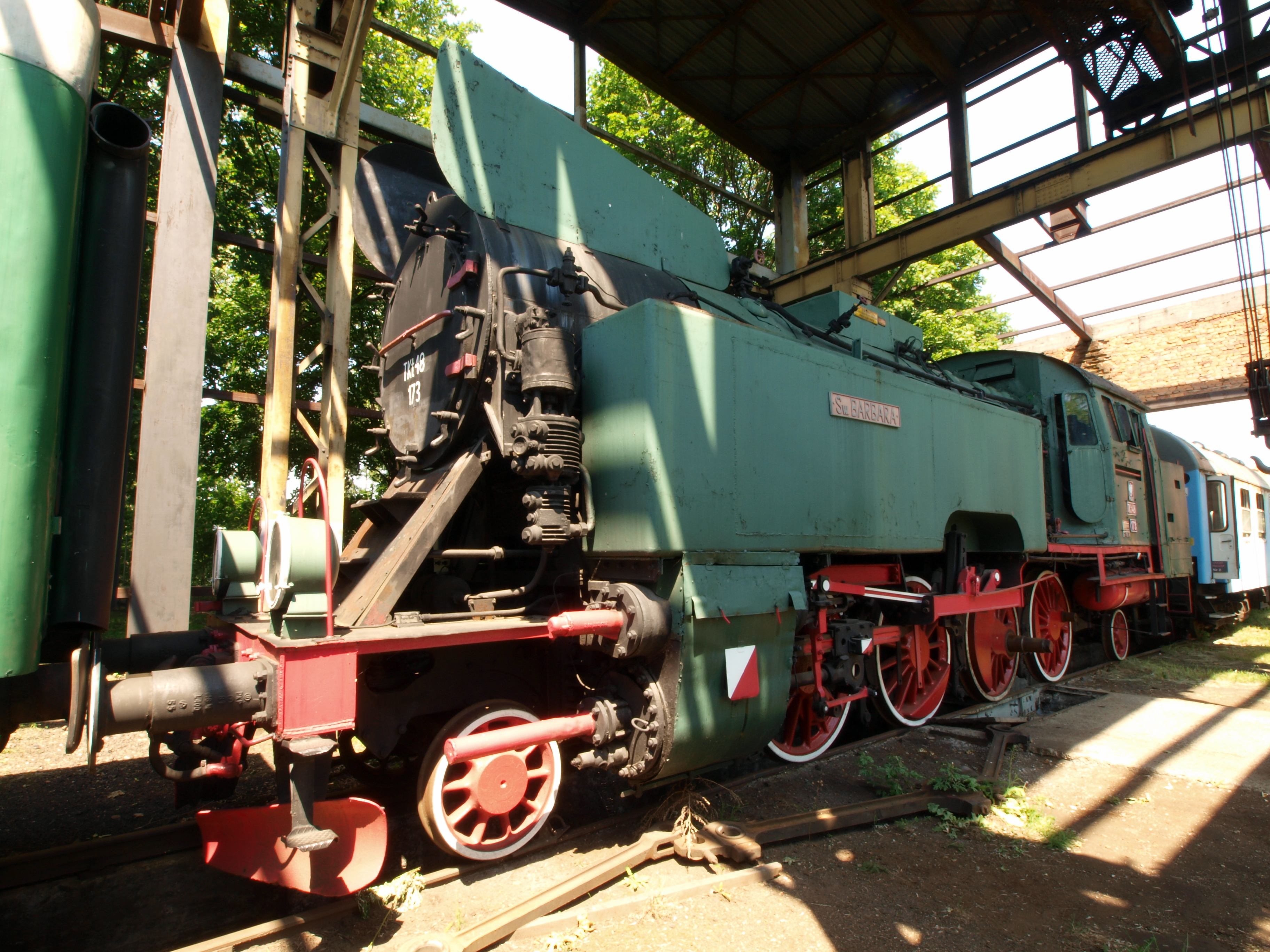
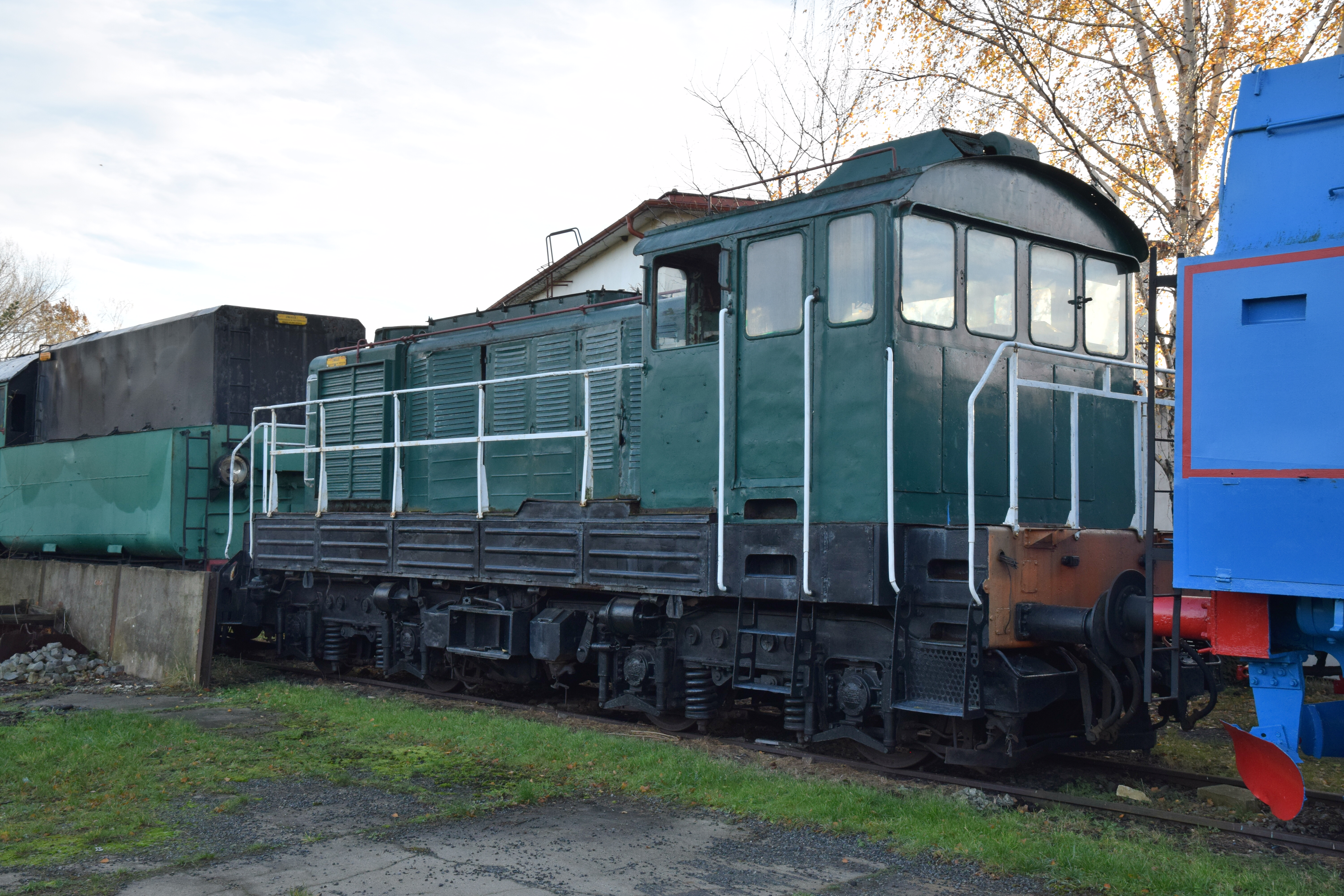
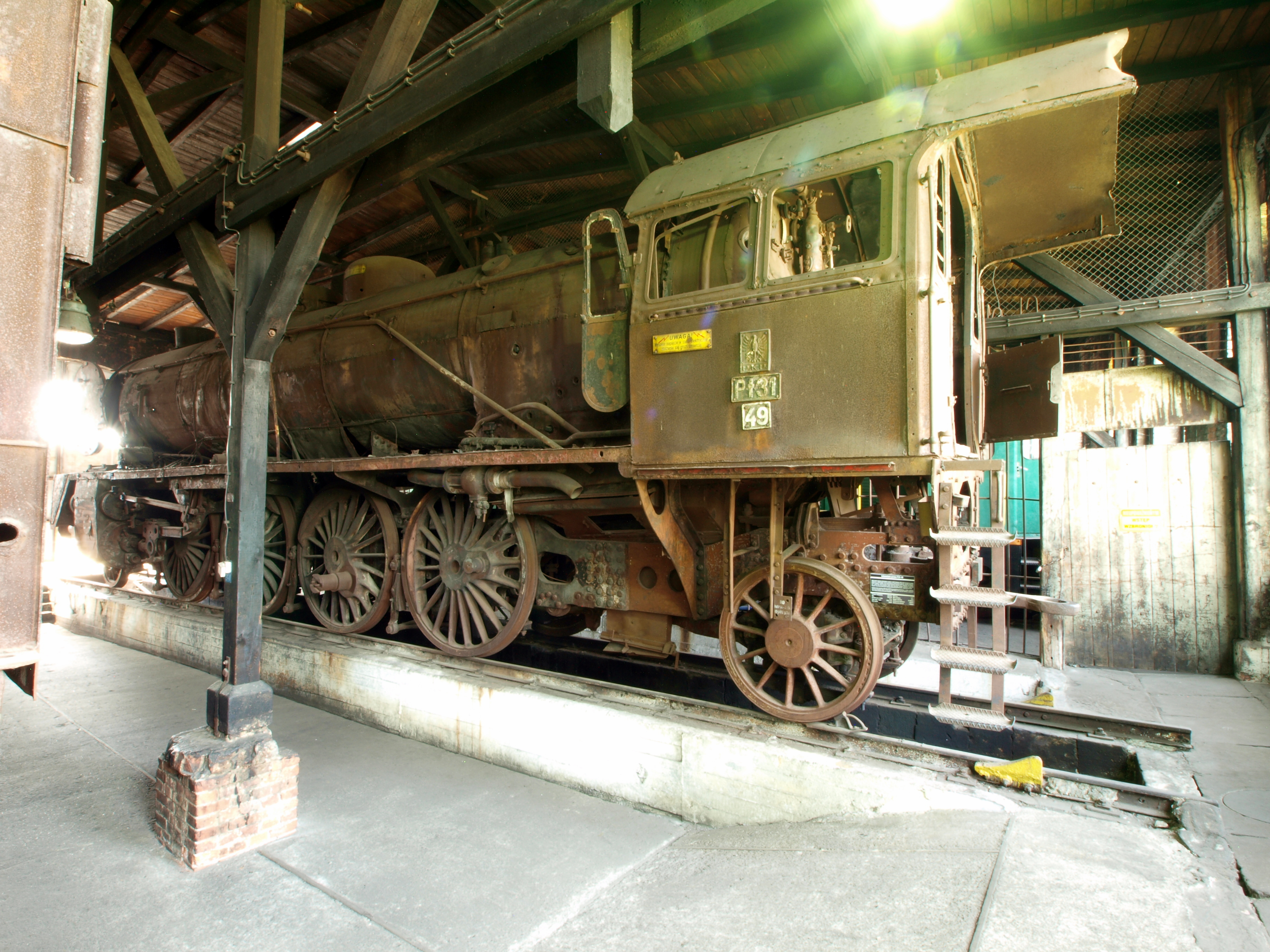
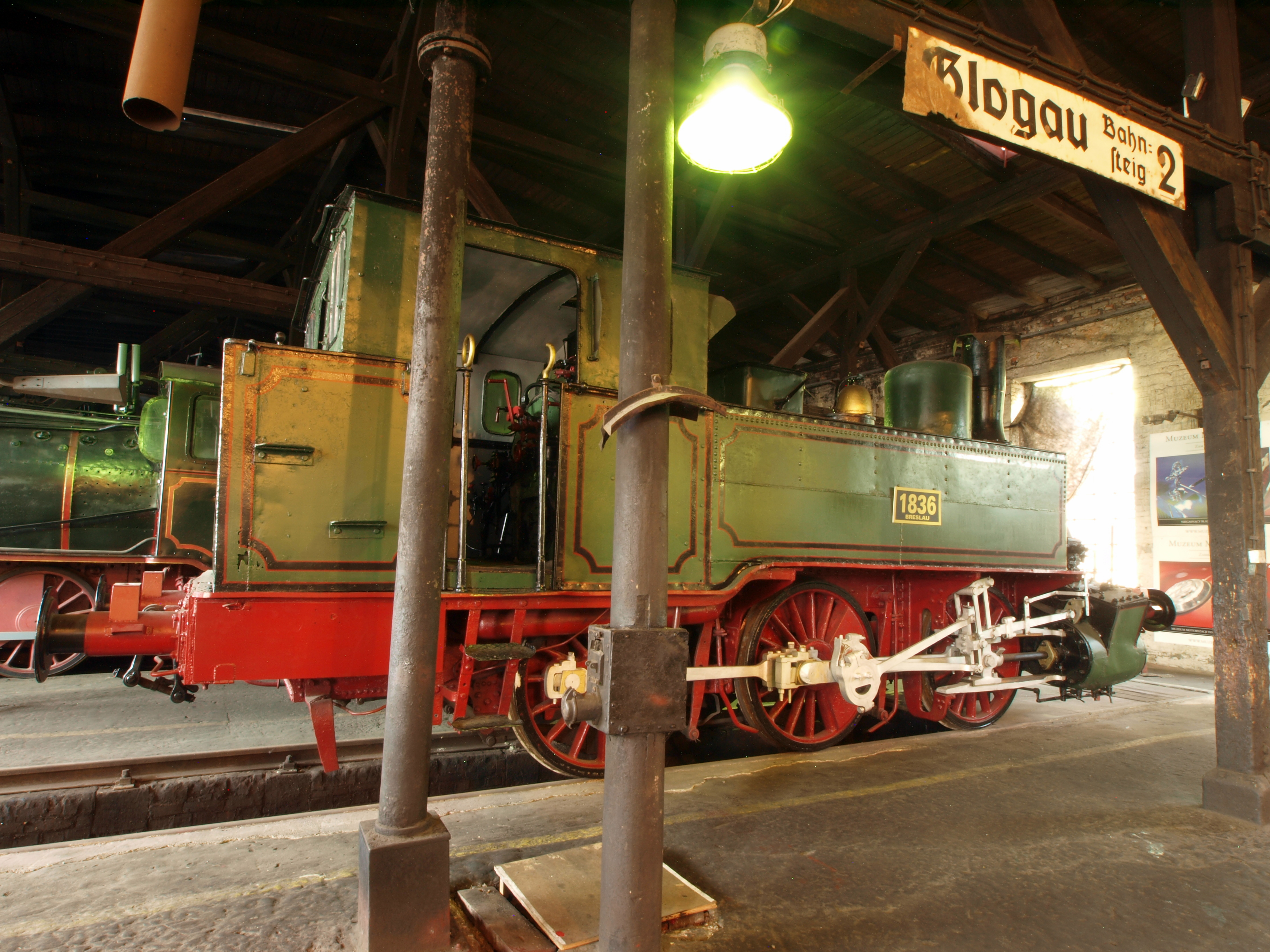
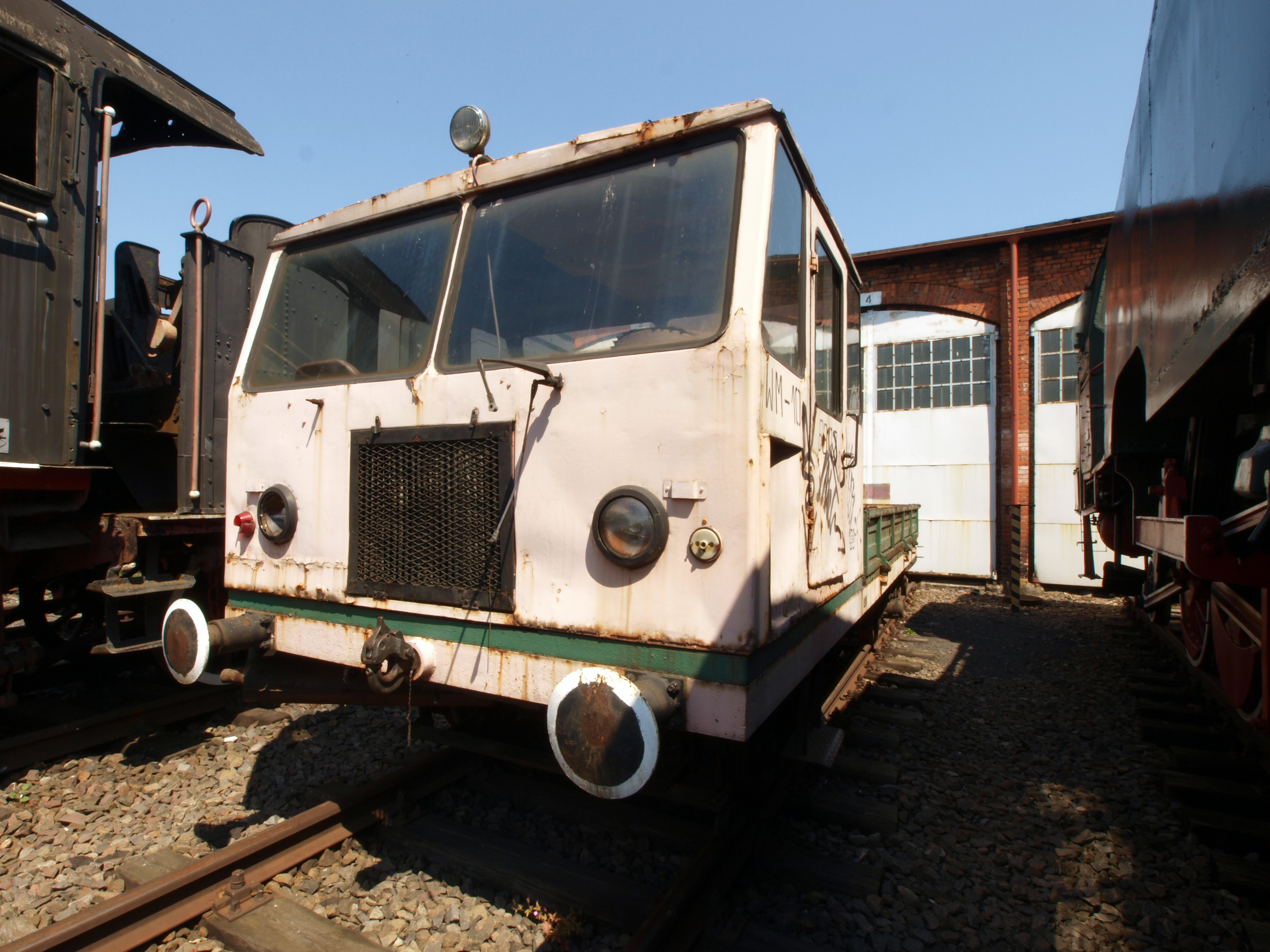
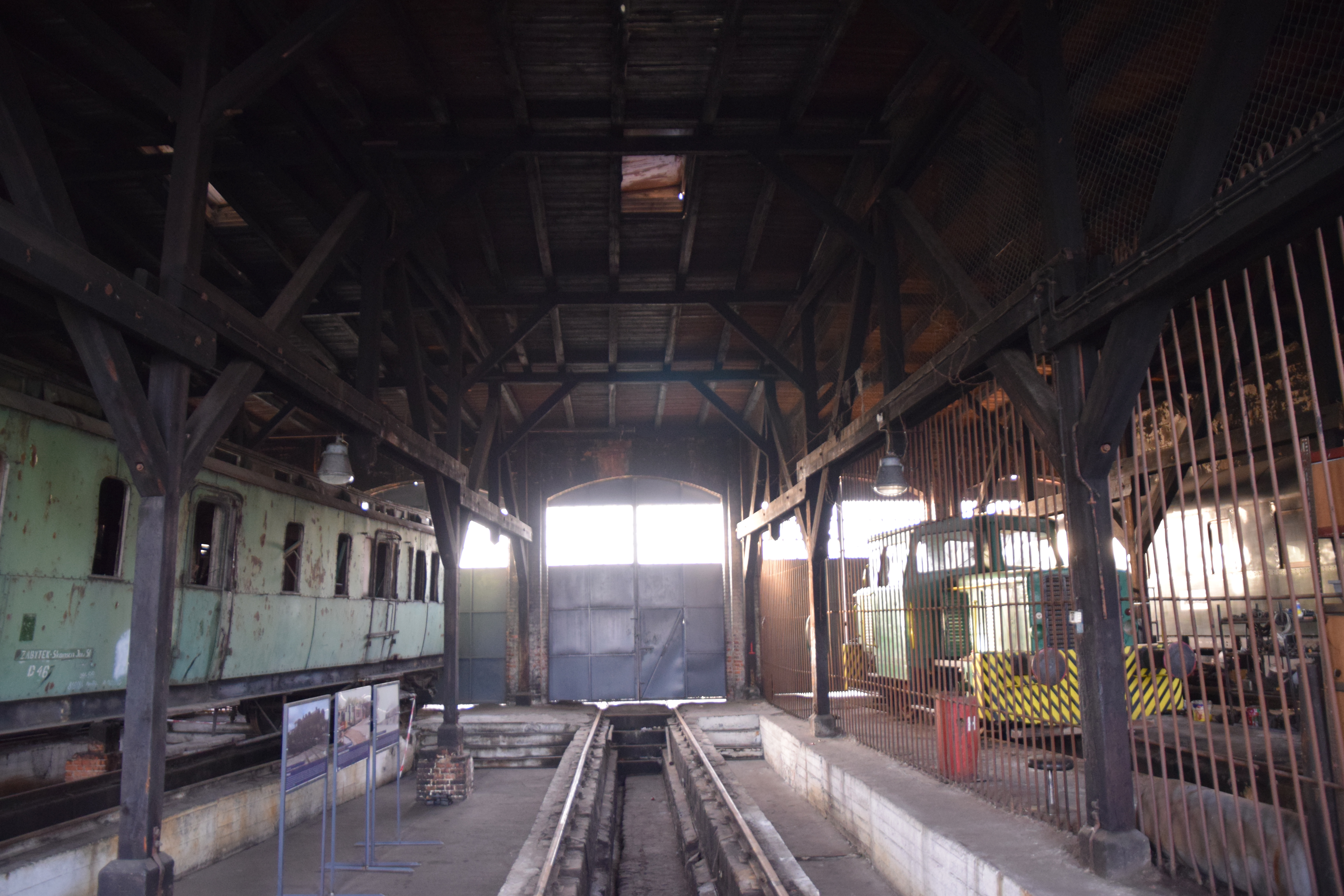
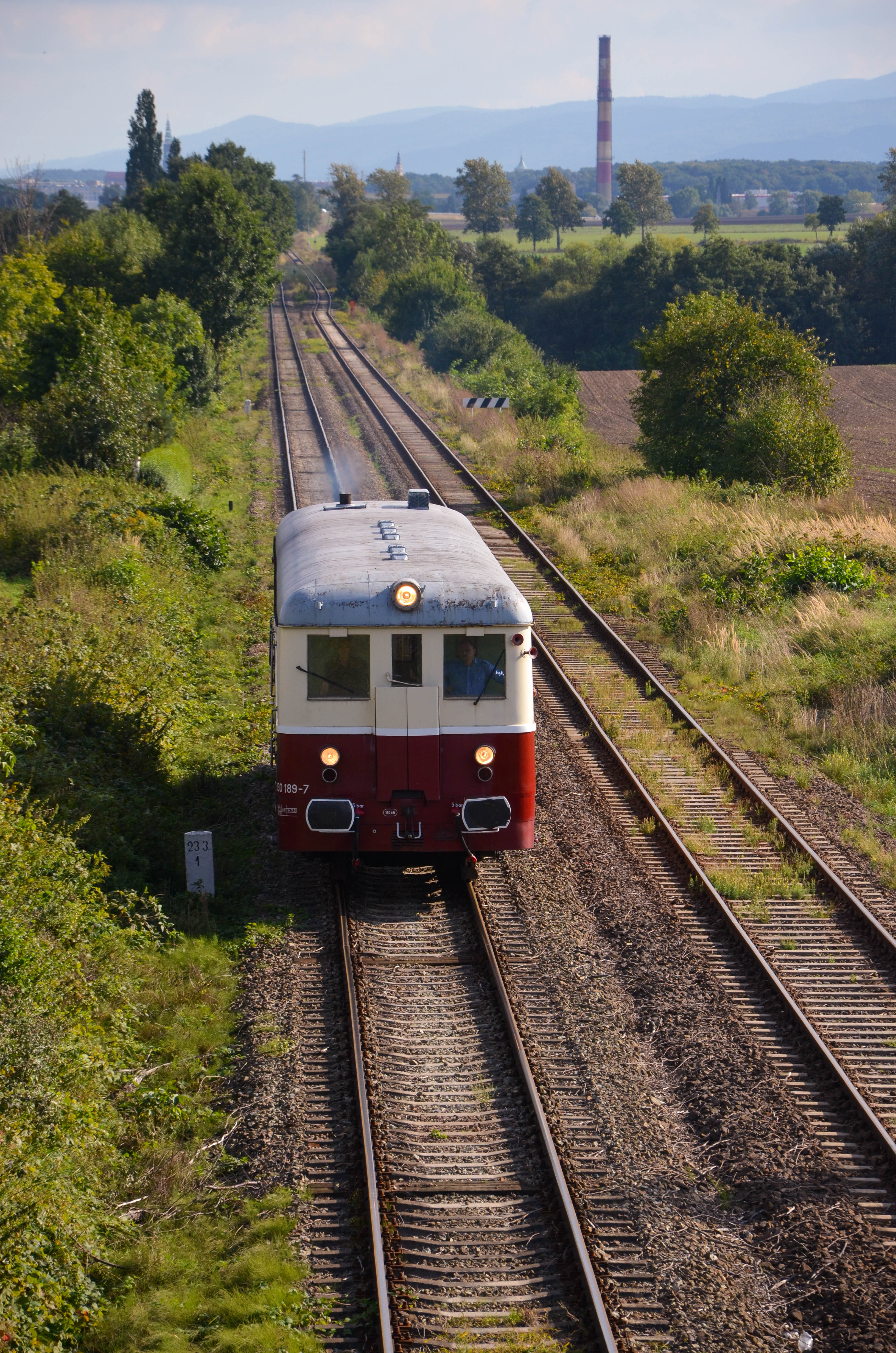
Motorak 830 189-7 mija Bolesławice Świdnickie

## Wybrane eksponaty
- parowóz TKh2-12 firmy Union Giesserei z 1890
- parowóz TKi3-23 firmy Hohenzollern z 1903
- parowóz Ok1-325 firmy Henschel und Sohn Kassel z 1921
- parowóz TKt48-18 1951 r. Jedyny sprawny parowóz w kolekcji Muzeum Kolejnictwa na Śląsku

## Ważniejsze wydarzenia
Od 2011 roku na terenie Muzeum Przemysłu i Kolejnictwa na Śląsku organizowana jest Gala Parowozów, Międzynarodowe Zloty Zabytkowych Parowozów. Rokrocznie Jaworzynę Śląską odwiedzają parowozy z Niemiec, Czech i Polski. W 2014 odbyła się 4. edycja, w której udział wzięły parowozy z Polski i Czech.
Wiosną 2014 roku, po przeprowadzeniu remontów i modernizacji zabytkowej infrastruktury kolejowej, w ramach projektu współfinansowanego przez Ministerstwo Kultury i Dziedzictwa Narodowego uruchomiono na terenie bocznicy kolejowej Muzeum tzw. Trasę Parowozową. Dzięki temu zwiedzający uzyskali możliwość przejazdu zabytkowym taborem kolejowym (prowadzonym przez parowóz TKt48-18 bądź przez wagon motorowy konstrukcji czeskiej), połączonego z prezentacją najważniejszych obiektów technicznych, kluczowych dla funkcjonowania dawnej parowozowni. Na trasie zwiedzania znajdują się m.in. żuraw wodny, dźwig węglowy Thiele & Maiwald z 1920 r. z zasiekiem, kanał oczystkowy z elektrowyciągiem, obrotnica oraz zapadnia kolejowa Henschla z 1930 r. Obejrzeć można również pomieszczenia dawnego warsztatu pneumatycznego, odlewni i warsztatu mechanicznego, a także olejarnię i piaskownię, a także autentyczny schron z 1943 r.